# جبل الشيخ سعيد

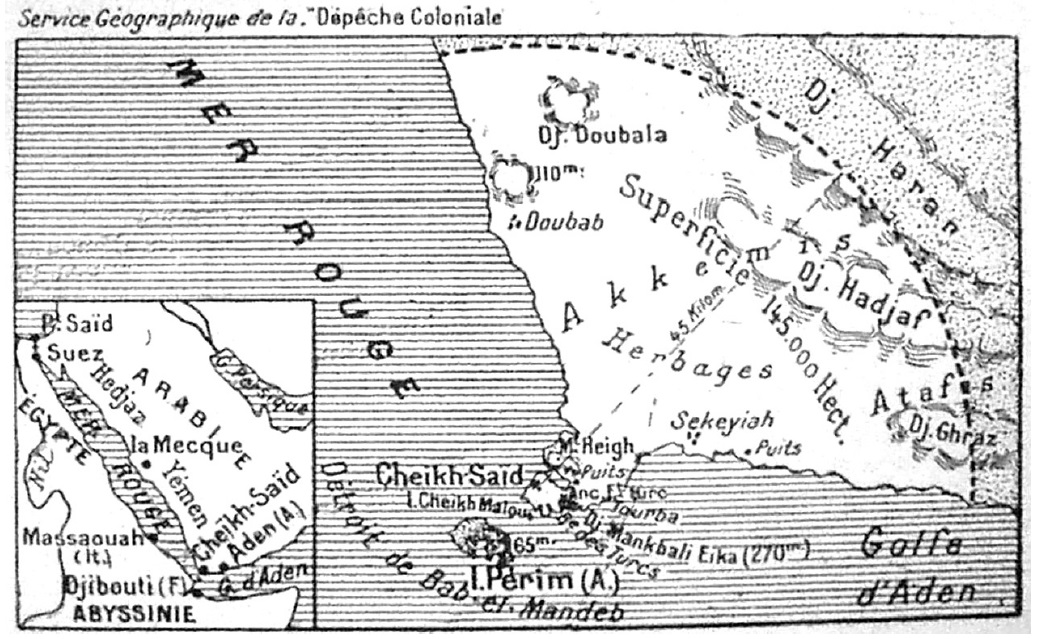
ميناء شبه جزيرة الشيخ سعيد

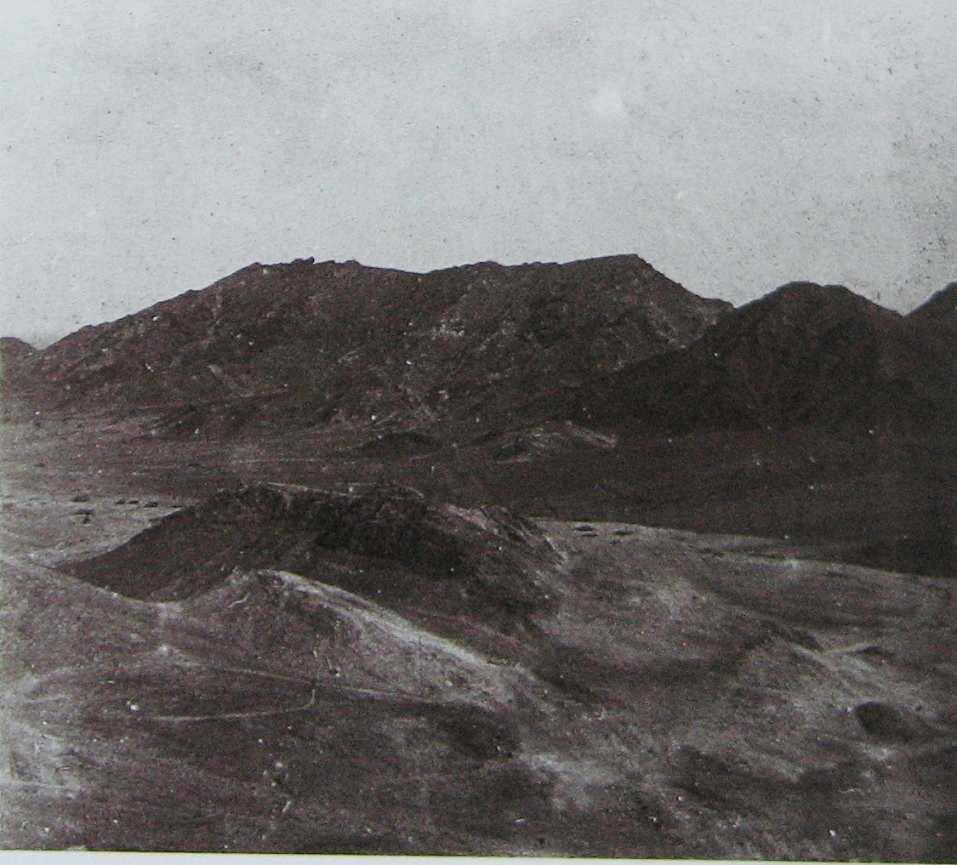
صورة قديمة لجبل الشيخ سعيد

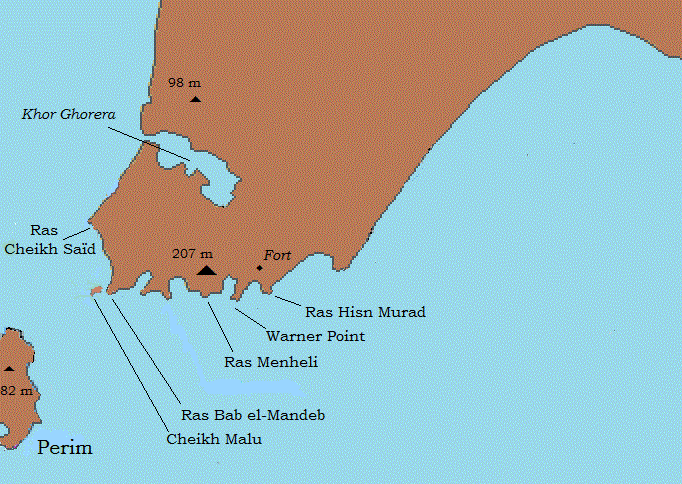
خريطة

جبل الشيخ سعيد شبه جزيرة مقابل جزيرة ميون على باب المندب في البحر الأحمر. اشتراها الشيخ علي ثابت أحمد في عام 1868 من شركة بازين ورابود، وهي شركة خاصة مقرها مرسيليا في فرنسا، والتي أرادت استخدامها كقاعدة لتصدير البن. كان سعر الشراء 80000 تالر. لكن الشيخ ألغى الاتفاقية في عام 1869 لأنه لم يتلق سوى 18000 تالر. حاولت بازين ورابود وبعض الحلفاء في الصحافة الفرنسية الضغط على الحكومة الفرنسية للتدخل، ولكن دون جدوى. في عام 1920، وصف الشيخ سعيد بأنه "مكان هبوط جيد، وبه محطة تلغراف مهمة". على الرغم من أنه في أواخر عام 1970، وصفتها لو بوتي لاروس بأنها كانت "مستعمرة فرنسية من 1868 إلى 1936، إلا أن فرنسا لم تطالب أبدًا بالولاية القضائية الرسمية أو السيادة عليها.
في الأيام التي سبقت الحرب العالمية الأولى، احتفظت الإمبراطورية العثمانية بحصن صغير فيها يحرس مدخل البحر الأحمر. عندما دخلت بريطانيا العظمى في الحرب مع الإمبراطورية العثمانية في عام 1914، داهمتها بطراد مدرع استولى فيها على الحصن وفجره.